# Ntoumba
Ntoumba est un village de la Région du Littoral du Cameroun, situé dans la commune d'Édéa Ier. Il est situé sur la route qui lie Edéa à Nzock Nkong.

## Population et développement
En 1967, la population de Ntoumba était de 251 habitants. La population de Ntoumba était de 620 habitants dont 305 hommes et 315 femmes, lors du recensement de 2005. Elle est essentiellement composée de Bakoko. 